# St. Thomas (Nevada)
St. Thomas ist eine Geisterstadt im Clark County in Nevada. Heute ist sie Teil der Lake Mead National Recreation Area.

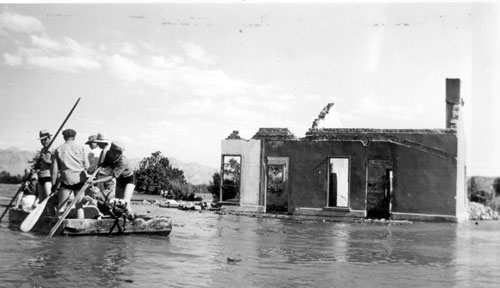
Ein Floß neben einem überschwemmten Gebäude im Juni 1938

## Geschichte
St. Thomas wurde 1865 von mormonischen Siedlern gegründet. Als im Februar 1871 eine Landvermessung stattfand und infolgedessen die Grenze Nevadas Richtung Osten verschoben wurde, lag die Siedlung im Bundesstaat Nevada, welcher von den Siedlern Steuerzahlungen für die vergangenen Jahre in Form von Gold forderte. Die Mormonen verließen die Stadt 1871 ohne zu zahlen und gründeten neue Städte im US-Bundesstaat Utah.
Nachdem die meisten Siedler die Gegend verlassen hatten, wurde St. Thomas in den 1880er-Jahren erneut von Mormonen besiedelt.
Mit dem Bau des Hoover Dam und dem daraus resultierenden Wasserspiegelanstieg des Colorado River waren die Bewohner dazu gezwungen, die Stadt aufzugeben. Ihr letzter Bewohner verließ die Stadt am 11. Juni 1938.
Die Ruinen von St. Thomas kamen zum Vorschein, nachdem sich der Wasserspiegel im Lake Mead senkte.